# Lettow-Vorbeck-Kaserne (Bremen)
Die Lettow-Vorbeck-Kaserne war eine Garnison in Bremen-Vahr, in der von 1938 bis 1945 Einheiten der Artillerietruppe der Wehrmacht stationiert waren. Ab 1960 nutzte die Bundeswehr die Kasernenanlage für Nachschubtruppen und Flugabwehreinheiten. Nach der Aufgabe der militärischen Nutzung 1994 sowie Umbau und Erweiterung zog in den Gebäudekomplex im Dezember 1999 das Polizeipräsidium Bremen.

## Geschichte

### NS-Staat und Zweiter Weltkrieg
Im Zuge der Aufrüstung der Wehrmacht ab 1934 benötigte der NS-Staat zusätzliche Truppenunterkünfte. Deshalb wurde 1936 in Bremen-Vahr ein 90.190,5 Quadratmeter großes Grundstück vom Reichsfiskus erworben. 1937 begannen die Arbeiten zur Errichtung eines Stabsgebäudes, von drei Mannschaftsblöcken, einem Wirtschaftsgebäude, eines Exerzierhauses, einer Kraftfahrzeugwerkstatt, 12 Fahrzeughallen, eines Heizhauses, einer Tankstelle und eines Schießstandes sowie weiteren Bauten. Die aufwändig auf Betonpfählen gegründeten Gebäude wurden in Klinkerbauweise errichtet. Die Baukosten betrugen 4,55 Millionen Reichsmark. Am 30. Mai 1938 erfolgte die feierliche Übergabe an die Beobachtungsabteilung 22 der 22. Infanteriedivision. Die Kaserne war mit 3 Batterien, 4 Offizieren, 47 Wachtmeistern, 59 Unteroffizieren und 486 Mannschaften belegt. Im Juni 1938 erhielt die Garnison den Namen Lettow-Vorbeck-Kaserne nach dem General der Infanterie Paul von Lettow-Vorbeck. Mit der Mobilmachung im August 1939 und dem Beginn des Zweiten Weltkriegs durch den Überfall auf Polen im September 1939 wurde die Beobachtungsabteilung 22 zunächst mit der 22. Infanteriedivision, ab 8. Januar 1940 als Heerestruppe an verschiedenen Fronten, darunter in Polen, Frankreich und der Sowjetunion, eingesetzt. Zwischen 1939 und 1945 war die Kaserne mit verschiedenen Ersatzeinheiten belegt.

### Zivile Nutzung 1945–1958
Nach Kriegsende wurde in der Kaserne ein Aufnahmelager für aus den ehemaligen Gebieten des Deutschen Reichs geflüchtete und zwangsausgesiedelte Deutsche eingerichtet, das bis 1958 bestand.

### Bundeswehr
Nach der Gründung der Bundeswehr bestand wiederum Bedarf an Kasernen. Daher wurde die Lettow-Vorbeck-Kaserne vom Bund übernommen und 1959 instand gesetzt.
Folgende Stäbe, Verbände, Einheiten und Dienststellen der Bundeswehr waren in der Lettow-Vorbeck-Kaserne stationiert:
| Einheit                                                                                        | Stationierung ab | Herkunft | Stationierung bis  | Verbleib |
| ---------------------------------------------------------------------------------------------- | ---------------- | --- | ------------------ | --- |
| Fernmeldekommandantur Bremen                                                                   | 1956             | neu aufgestellt | 31. März 1981      | umgegliedert zu Bereichsfernmeldeführer 212 |
| Versorgungsbataillon 326 (mit Stab und 1./)                                                    | 1. Juni 1960     | verlegt nach Aufstellung am 1. November 1959 in Delmenhorst, Caspari-Kaserne                                                                                                | 30. September 1972 | aufgelöst |
| 2./Versorgungsbataillon 326                                                                    | 1. Juni 1960     | verlegt nach Aufstellung am 1. November 1959 in Delmenhorst, Caspari-Kaserne                                                                                                | 1962               | verlegt in das Lager Neuenkirchen, spätere Weser-Geest-Kaserne, zum 1. Oktober 1971 umbenannt in 6./Sanitätsbataillon 11 und Verlegung an Standort Leer, Von-Lettow-Vorbeck-Kaserne                     |
| 4./Versorgungsbataillon 326                                                                    | 1. Juni 1960     | verlegt nach Aufstellung am 1. November 1959 in Delmenhorst, Caspari-Kaserne                                                                                                | 30. September 1972 | aufgelöst und herangezogen zur Aufstellung der Nachschubkompanie 320 |
| schwere Pionierinstandsetzungskompanie 105                                                     | 1961             | verlegt nach Aufstellung am 1. August 1960 in Dörverden-Barme, Niedersachsen-Kaserne                                                                                        | 15. Oktober 1966   | umbenannt in 3./mittleres Instandsetzungsbataillon 510 |
| 3./Flugabwehrraketenbataillon 31 (mit Luftwaffensanitätstrupp 3 Flugabwehrraketenbataillon 31) | 16. Januar 1964  | verlegt nach Aufstellung am 1. Juli 1961 aus Flugabwehrbataillon 180 in Rheine, Heeresflugplatz, und Zwischenstationierung ab 1. Februar 1963 in Westertimke, Timke-Kaserne | 30. September 1989 | umbenannt in 3./Flugabwehrraketengeschwader 31; seit 1966 mit HAWK-Stellung Oyten (53° 2′ 54″ N, 9° 2′ 45″ O)                                                                                           |
| 3./mittleres Instandsetzungsbataillon 510                                                      | 16. Oktober 1966 | aus schwere Pionierinstandsetzungskompanie 105 | 30. September 1975 | umbenannt in 3./Instandsetzungsbataillon 11 |
| Standortfernmeldeanlage 212/105                                                                | 1. Januar 1970   | neu aufgestellt | 31. Oktober 1995   | aufgelöst |
| Materialausstattung Sanitätsbereich 20/3                                                       | 1. Juli 1972     | neu aufgestellt | 30. Juni 1997      | aufgelöst |
| Nachschubkompanie 320                                                                          | 1. Oktober 1972  | aus 4./Versorgungsbataillon 326 | 31. März 1994      | verlegt in nach Schwanewede-Neuenkirchen, Weser-Geest-Kaserne, dort zum 31. März 1994 aufgelöst |
| Sanitätsgruppe Bremen                                                                          | 1. Januar 1973   | neu aufgestellt | 31. Dezember 1994  | aufgelöst |
| 2./Feldjägerbataillon 720                                                                      | 1973             | neu aufgestellt | 1994               | verlegt nach Bremen, Scharnhorst-Kaserne, dort zum 31. März 2003 in 5./Feldjägerbataillon 152 umbenannt                                                                                                 |
| 3./Instandsetzungsbataillon 11                                                                 | 1. Oktober 1975  | aus 3./mittleres Instandsetzungsbataillon 510 | 20. August 1984    | verlegt nach Delmenhorst, damalige Feldwebel-Lilienthal-Kaserne, dort zum 1. Oktober 1996 in 6./Instandsetzungsbataillon 11 umbenannt und zum 30. Juni 2003 aufgelöst                                   |
| Bereichsfernmeldeführer 212                                                                    | 1. April 1981    | aus Fernmeldekommandantur Bremen | 30. November 1994  | aufgelöst |
| Fernmeldedienstgruppe 212/10                                                                   | 1. April 1981    | neu aufgestellt | 30. September 1994 | aufgelöst |
| 4./Nachschubbataillon 3                                                                        | Ende 1980er      | verlegt nach Aufstellung am 1. Oktober 1975 in Bremen-Grohn, Roland-Kaserne                                                                                                 | 31. März 1994      | aufgelöst |
| 3./Flugabwehrraketengeschwader 31                                                              | 1. Oktober 1989  | aus 3./Flugabwehrraketenbataillon 31 | Juli 1992          | umbenannt in 6./Flugabwehrraketengeschwader 36; weiterhin mit HAWK-Stellung Oyten |
| 6./Flugabwehrraketengeschwader 36                                                              | Juli 1992        | aus 3./Flugabwehrraketengeschwader 31 | 1. Januar 1993     | umbenannt in 6./Flugabwehrraketengruppe 36 |
| 6./Flugabwehrraketengruppe 36                                                                  | 1. Januar 1993   | aus 6./Flugabwehrraketengeschwader 36 | 30. September 1993 | nach Aufgabe der Stellung in Oyten Verlegung nach Westerbeck/Osterholz-Scharmbeck (53° 14′ 57″ N, 8° 45′ 33″ O); dort zum 31. Dezember 1995 in Geräteeinheit umgewandelt und zum 1. Juli 2001 aufgelöst |

Die Kasernenanlage wurde nach dem Fall der Berliner Mauer, der Deutschen Wiedervereinigung und dem Ende des Kalten Krieges zum 1. Juli 1994 von der Bundeswehr aufgegeben.

## Nachnutzung
Bereits im Januar 1991 war der Senat der Freien Hansestadt Bremen über die Absicht der Bundeswehr informiert, die militärische Nutzung der Lettow-Vorbeck-Kaserne aufzugeben. Der Senator für Inneres meldete daraufhin im Februar 1991 Bedarf an der Anlage zur Unterbringung des Polizeipräsidiums an. Hintergrund waren zum einen eine beabsichtigte gewerbliche Nutzung des Polizeihauses am Wall für Einzelhandelsgeschäfte in der Innenstadt, zum anderen die unwürdigen Unterbringungsverhältnisse im Polizei- und Abschiebegewahrsam des Gebäudes Ostertorwache. Zudem setzte sich ab 1992 der Senator für Kultur und Ausländerintegration für die Räumung der Ostertorwache zugunsten kultureller Zwecke ein. Doch eine am 23. März 1993 behandelte Beratungsvorlage des Innenressorts an den Senat traf auf den Widerstand des Senators für Finanzen, der zunächst eine Kostenaufstellung forderte. Anfang Juni 1993 wurde die Unterbringung von Asylbewerbern in der Kaserne erwogen. Am 22. Juni 1993 befasste sich der Senat erneut mit dem Vorgang der Umlagerung des Polizeipräsidiums. Der Finanzsenator erhielt den Auftrag, mit dem Bundesfinanzministerium die Übernahme von zwei freiwerdenden Blöcken in der Kaserne zur Verlegung des Polizeigewahrsams und der Diensthundestaffel zu beraten. Im Übrigen wurde die Frage des Umzugs des Polizeipräsidiums vertagt. Das Bremer Hochbauamt erstellte bis zum 25. November 1993 für das Innenressort eine Kostenschätzung zum Umbau der beiden Kasernenblöcke II und III in Höhe von 23,839 Millionen DM. Der Senator für Inneres und Sport errechnete hieraus die Gesamtkosten für den Um- und Neubau der Kaserne zur Unterbringung des Polizeigewahrsams mit ca. 70 Millionen DM.
Da die prognostizierten Kosten zu hoch erschienen, fand im Januar 1994 ein Gespräch zwischen Vertretern des Innenressorts und dem Unternehmen Zech statt, um eine weitere Kostenberechnung zu erhalten. Es wurde eine Arbeitsgruppe aus der Polizei Bremen, der Firma Zech und dem Senatsressort gebildet, die ein konkretes Raumprogramm erarbeitete. Ab Juli 1994 wurde zudem die Hanseatische Industrie-Beteiligungen GmbH (HIBEG) einbezogen. Ende Juli 1994 war die konkrete Planung umrissen. Am 17. August 1994 legte die Firma Zech eine Kostenberechnung für den Umbau der Blöcke II und III in Höhe von 20,297 Millionen DM vor. Damit fehlte allerdings immer noch eine Gesamtkostenkalkulation für den vollständigen Um- und Neubau der Kaserne. Am 25. November 1994 brachte der Senator für Finanzen eine neue Beschlussvorlage ein, nach der zur Finanzierung der Gesamtmaßnahme ein privater Investor gefunden werden solle, der das Polizeihaus am Wall zum geschätzten Verkehrswert von 8 Millionen DM kauft. Eine Entscheidung hierzu wurde verschoben. Am 21. Februar 1995 legte das Unternehmen Zech-Bau ein Festpreisangebot von 48,954 Millionen DM vor. Nachdem sich der Bremer Senat am 14. März 1995 und am 18. Oktober 1995 mit der Angelegenheit befasst hatte, stimmte er am 6. November 1995 einem Gesamtinvestitionsvolumen von 70 Millionen DM, das sich aus 21 Millionen DM Kaufpreis sowie weiteren 49 Millionen DM für den Um- und Ausbau zusammensetzte. Durch die Veräußerung dadurch nicht mehr benötigter Objekte erhoffte sich der Senat Einnahmen von 11 Millionen DM. Die HIBEG wurde mit Erwerb und Projektdurchführung beauftragt.
Die HIBEG ließ bereits Anfang 1995 die Zulässigkeit einer freihändigen Vergabe der Bauleistungen prüfen. Ein Gutachten kam zu dem Ergebnis, dass aufgrund Geheimhaltung dieses Verfahren in Betracht komme. Hiergegen erhoben der Rechnungshof der Freien Hansestadt Bremen im März 1995 und die Architektenkammer im Juli 1996 Bedenken. Der Bremer Senat hielt jedoch mit Beschluss vom 16. Juli 1996 zunächst an einer freihändigen Auftragsvergabe fest. Dies sorgte bundesweit für Aufsehen. Gegen die Entscheidung der Vergabestelle Bremens zur freihändigen Vergabe vom 13. November 1996 intervenierte die Europäische Kommission. Das Bundeswirtschaftsministerium ersuchte am 25. November 1996 den Bremer Senat zur Vermeidung eines Vertragsverletzungsverfahrens einzulenken. Im Januar 1997 leitete die Kommission ein solches ein. Am 25. Februar 1997 entschloss sich der Bremer Senat zu einer beschränkt öffentlichen Ausschreibung in einem nicht offenen Verfahren zur Einholung von Finanzdienstleistungsangeboten. Verbunden war dies mit einem Wechsel auf ein Investorenmodell, wonach die HIBEG die Immobilie mit Ankaufoption vom Investor leasen und an Bremen weitervermieten sollte. Das am 8. März 1997 mit der Veröffentlichung gestartete Verfahren konnte am 15. Juli 1997 mit der Vergabe abgeschlossen werden. Generalunternehmer wurde die Firma Zech. Am 19. September 1997 begannen die Bauarbeiten. 1998 musste aufgrund steuerlicher Änderungen das Investorenmodell angepasst werden. Am 24. Juni 1998 stellte die EU-Kommission das Vertragsverletzungsverfahren in der Sache ein. Im Dezember 1999 war der Bau fertig. Die Baumaßnahme wurde 3,6 Millionen DM teurer als geplant.
Im Dezember 2001 durchsuchte die Bremer Staatsanwaltschaft 19 Objekte und beschlagnahmte umfassendes Aktenmaterial. Ein ehemaliger Abteilungsleiter und Beschäftigter der Bremer Investitions-Gesellschaft mbH wurde vom Dienst suspendiert. Ihm wurde Vorteilsannahme und Bestechlichkeit vorgeworfen. Im Zentrum der Ermittlungen standen einerseits Auftragsvergaben an die Firma Zech, darunter der Umbau des Polizeihauses und der Lettow-Vorbeck-Kaserne. Andererseits suchte die Staatsanwaltschaft aufzuklären, ob für die Sanierung eines privaten Wohnhauses als Gegenleistung ein zu niedriger Festpreis vereinbart und Mehrkosten auf die öffentlichen Bauvorhaben überwälzt wurden. Auslöser war eine Betriebsprüfung im Unternehmen Zech gewesen, bei der Finanzbeamte auf Unregelmäßigkeiten stießen. Am 14. März 2002 wurde auf Antrag von Bündnis 90/Die Grünen durch die Bremer Bürgerschaft ein Untersuchungsausschuss eingesetzt. Im August 2002 hatte sich die Zahl der staatsanwaltschaftlichen Ermittlungsverfahren auf 15 erhöht. Es wurden 7 Bauprojekte durch den parlamentarischen Ausschuss untersucht und zahlreiche Zeugen vernommen, darunter auch der ehemalige Polizeipräsident zum Umbau der Lettow-Vorbeck-Kaserne. Am 11. Februar 2003 legte der Untersuchungsausschuss seinen Abschlussbericht vor, der am 19. Februar 2003 in der Bremer Bürgerschaft erörtert wurde. Im März 2004 begann der Prozess gegen den ehemaligen Bremer Abteilungsleiter und späteren Geschäftsführer der Bau Management Bremen. Das Verfahren endete mit einer Verurteilung. Die Forderung, auch Mitarbeiter in der Firma Zech zur Verantwortung zu ziehen, blieb unerfüllt. Die Ermittlungen gegen Kurt Zech wurden eingestellt.